# Angelo d’Anna de Sommariva
Angelo d’Anna de Sommariva (ur. ok. 1340 w Lodi, zm. 21 lipca 1428 w Rzymie) – włoski kardynał okresu wielkiej schizmy zachodniej.

## Życiorys
Urodził się w Lodi jako Francesco Sommariva. W młodym wieku wstąpił do zakonu kamedułów w klasztorze S. Michele nell'isola di Murano w Wenecji, przyjmując imię Angelo. Przyjął także nazwisko neapolitańskiego rodu szlacheckiego d’Anna, z którym był spokrewniony i do którego być może został adoptowany.
Rzymski papież Urban VI na konsystorzu 17 grudnia 1384 mianował go kardynałem diakonem S. Lucia in Septisolio. Uczestniczył w konklawe 1389. Został promowany do rangi kardynała prezbitera Santa Pudenziana przez Bonifacego IX (między 1399 a 1404). Uczestniczył w konklawe 1404 i konklawe 1406. W sierpniu 1408 opuścił obediencję papieża Grzegorza XII i przyłączył się do organizatorów soboru w Pizie. Pizański antypapież Jan XXIII w 1412 mianował go biskupem Palestriny. Uczestniczył w soborze w Konstancji i w kończącym wielką schizmę konklawe 1417. Zmarł w wieku ponad 80 lat.